# 最小斜角筋
最小斜角筋（さいしょうしゃかくきん）は頚部の筋肉のうち、頚椎の横突起から肋骨に伸びる筋肉である。前斜角筋、中斜角筋、後斜角筋と平行し、一番後ろを走っている。強制吸気作用を持つ。
最小斜角筋の起始は、全ての第六頚椎の横突起から起こり、第一肋骨外側面に停止する。